# Astatotilapia paludinosa
Astatotilapia paludinosa е вид бодлоперка от семейство Цихлиди (Cichlidae). Видът не е застрашен от изчезване.

## Разпространение
Разпространен е в Бурунди и Танзания.

## Описание
На дължина достигат до 14 cm.